# Francis Rawdon-Hastings
Pour les articles homonymes, voir Hastings et Rawdon (homonymie).
Francis Rawdon-Hastings, né le 9 décembre 1754 et mort le 28 novembre 1826, est un homme politique et un militaire britannique qui est Gouverneur général des Indes de 1813 à 1823. Il est connu dans les derniers temps de sa vie sous le nom de « marquis d'Hastings ».

## Biographie
Fils du premier comte de Moira et de sa troisième femme Elisabeth Hastings, il nait en Irlande et reçoit une brillante éducation. Il fait ensuite un voyage sur le continent, entre dans l'armée, en devient lieutenant en 1773, puis s'embarque pour l'Amérique, où les hostilités contre les États-Unis ont commencé.
Il combat en qualité de lieutenant de grenadiers à la fameuse Bataille de Bunker Hill, et y reçoit deux coups de feu à son bonnet. Sa bravoure dans cette occasion lui mérite les plus grands éloges de la part du général Burgoyne. Il devient, en 1775, capitaine et aide-de-camp de sir Henry Clinton.
Il se trouve aux batailles de Brooklyn et de White-Plains, à l'assaut donné au fort Washington, à celui de Clinton, et s'y comporte avec courage, ainsi que dans plusieurs autres affaires, ce qui lui valent un avancement extrêmement rapide, car en 1778, n'ayant pas encore vingt-quatre ans, il est adjudant général avec le rang de lieutenant. Lord Rawdon (c'est le nom qu'il porte alors), rend de grands services à l'armée dans sa retraite à travers les Jerseys de Philadelphie à New York et dans l'action qui a lieu à Monmouth. Il s'embarque ensuite avec ses troupes pour Charleston, et assiste au siège de cette place.
Malgré sa jeunesse, il reçoit le commandement d'un corps séparé dans la Caroline méridionale. Ce corps, dit des volontaires irlandais, est formé des nombreux Irlandais qui désertent les rangs des Américains pour grossir ceux des Britanniques ; mais qui sont fort enclins à déserter de nouveau et à retourner à l'autre parti. Rawdon déploie contre cet esprit de trahison une sévérité sans miséricorde et très expéditive. C'est pourtant avec ce corps qu'il contribue en 1780 au succès de la bataille de Camden, où la moitié des siens sont mis hors de combat.
Après cette bataille, lord Cornwallis le laisse dans la Caroline méridionale, pour tenir tête aux généraux américains Marion et Cumpter ; mais, tout à coup, il a affaire à Green, qui, après la bataille de Guildford, ayant tourné la gauche de Cornwallis, se trouve en face de lord Rawdon, mal défendu par quelques redoutes à Camden. Lord Rawdon ne s'en tire qu'en prenant l'initiative et en tombant sur les Américains avec une intrépidité et une vigueur qui les forcent à la fuite devant Hobkirk-Hill (1781).
Les affaires des Britanniques n'en commencent pas moins à décliner, et lord Rawdon est chargé de diriger la retraite de leur armée, obligée d'évacuer Camden pour revenir à Charlestown. C'est pendant son séjour dans cette place qu'il fait traduire devant une cour d'enquêtes le nommé Isaac Haynes, Américain, qui est condamné à mort et exécuté, pour avoir cherché à soulever des milices à la solde du Royaume-Uni. Les attaques les plus virulents sont lancées contre lui à cette occasion ; on l'accuse presque d'avoir commis un assassinat et le duc de Richmond en parle avec beaucoup d'aigreur à la chambre des pairs.
À son retour au Royaume-Uni, lord Rawdon a une vive explication avec lui, et il l'oblige de se justifier de ce qu'il a imprudemment avancé. Avant de quitter l'Amérique, lord Rawdon, quoique malade, dirige de sa voiture la retraite des troupes qui sont sous ses ordres. Mais, son mal empirant, il est forcé de s'embarquer pour le Royaume-Uni. Le vaisseau qu'il prend ayant été pris par la frégate française la Glorieuse, il est conduit à Brest. Il recouvre bientôt sa liberté et arrive au Royaume-Uni, où le roi le fait pair du Royaume-Uni et le nomme son aide de camp. Il est promu au grade de colonel en 1782. À la mort de son oncle, le comte d'Huntingdon, il hérite de tous ses biens et obtient du roi la permission de prendre le nom et les armes de cette illustre maison.
Son père étant mort le 20 juin 1793, il lui succède dans le titre de comte de Moira. Vers la fin de cette même année, il est chargé de commander un corps composé en partie d'émigrés français, destiné à secourir les Vendéens. Il part le 1er décembre de Portsmouth et se dirige vers les côtes de France ; les royalistes tentent un siège sur Granville mais ses communications avec eux étant tombées entre les mains des républicains, il ne peut débarquer. Il tient encore quelque temps la mer et rentre à Portsmouth, lorsqu'il apprend quinze jours plus tard que l'entreprise des Vendéens a complètement échoué.
Il quitte ensuite le commandement de cette armée des émigrés, au grand regret des royalistes émigrés, auxquels il montre toujours beaucoup de zèle et d'intérêt. Le 14 février 1794, il parait à la chambre des pairs et, dans un discours, justifie la conduite qu'il a tenue, et réfute plusieurs inculpations qu'on s'était permises contre lui. Dans le mois de juin, il reçoit un commandement aux Pays-Bas, sous les ordres du duc d'York, mais il ne le converse pas longtemps, ayant été remplacé par le général Abercrombie. Il retourne au Royaume-Uni et reste sans autre activité que le commandement de Southampton jusqu'au milieu de 1795, puis il est chargé de soutenir l'expédition entreprise par un corps d'émigrés français, sous la conduite du comte de Puisaye, expédition qui se termine lors de l'expédition de Quiberon. L'avis de lord Moira est entièrement opposé à cette entreprise, mais ses avis malheureusement ne sont pas accueillis.
Il parle ensuite très vivement contre l'union de l'Irlande et du Royaume-Uni, proposée en 1799, et se montre constamment opposé au ministère. Dans la séance de la chambre des pairs du 20 juin 1803, il s'élève contre le plan de défense adopté par les ministres, et propose de le changer dans toutes ses parties. Il est cependant nommé à cette époque commandant en chef des forces britanniques en Écosse, et constable de la Tour. En 1805, il obtient l'emploi de lord-lieutenant d'Irlande, à la suite de la réconciliation du roi avec le prince de Galles, à laquelle il a beaucoup contribué. En 1806, après la mort de Pitt, il a, sous le ministère de Fox, la place de grand maître de l'artillerie. Le 11 juillet de la même année, il parle en faveur du bill d'exercice, dit qu'on en a mal interprété le sens, fait valoir les avantages de cette mesure et en vote l'adoption.
L'année suivante, il élève la voix en faveur de l'abolition de la traite des noirs et de l'émancipation des catholiques. Le 11 avril 1808, il exprime de nouveau sa conviction de la justice des demandes de ces derniers, en observant qu'il croit convenable d'ajourner la discussion de cet objet ; néanmoins, le 27 mai suivant, il propose de renvoyer à un comité d'examen la pétition des catholiques d'Irlande, dont il appuie les conclusions. Le 7 avril 1810, il prend, comme gouverneur de la Tour, les mesures nécessaires pour protéger cet édifice contre la fureur de la populace, irritée des ordres donnés pour l'arrestation de sir Francis Burdett. Dans le mois de février, il censure vivement la conduite de Wellesley Pôle dans ses fonctions de secrétaire du gouvernement d'Irlande. Il lui reproche des actes arbitraires, et le 21 avril 1812, la question de l'émancipation des catholiques ayant encore été présentée, il défend leurs droits avec chaleur.
Le comte de Moira est au nombre des favoris du prince de Galles ; il a été le second du prince dans son duel avec le lieutenant-colonel Lennox, et il a pris une part très vive à la discussion de la première loi sur la régence (1789). Devenu enfin régent, ce prince lui en témoigne sa reconnaissance, en le nommant gouverneur général des possessions britanniques dans les Indes orientales (janvier 1814). Ce poste est très désiré de lord Moira, qui y déploie en même temps son goût pour le faste et ses talents militaires. Il commence par faire célébrer à Calcutta, en juin, l'anniversaire de la naissance du roi, avec des fêtes plus magnifiques qu'on n'en a vu dans l'Inde depuis les temps du grand Mogol, prétendant que, pour maintenir la considération du nom britannique parmi ces innombrables nations, gouvernées par une poignée d'Européens, il convient de frapper leurs yeux de toute la pompe d'une cour royale.
Aussi, ne parait-il en public que précédé d'un chambellan, d'un capitaine de ses gardes, de plusieurs aides de camp, écuyers, etc. Les dépenses de sa maison sont immenses. Ayant entrepris en 1815 un voyage à travers l'Hindoustan jusqu'à la rivière de Setledje, pour s'assurer des dispositions des habitants de ces vastes provinces, il ne tarde pas à reconnaître qu'elles sont généralement hostiles. En effet, les peuples du Népal se soulevent bientôt ; mais les talents militaires du gouverneur britannique, joints à la discipline de ses troupes, triomphent des indigènes après une vigoureuse résistance.
Cette guerre est suivie de celle qu'il fallut soutenir contre plusieurs princes de la confédération mahratte. Dans le mois dé décembre, par un ordre du jour daté du fort William, lord Moira proclame le major général William Grant-Heir, commandant des forces britanniques à l'île de Java et dépendances. On sait, depuis, que cette colonie a été remise entre les mains du gouvernement hollandais. En juillet, lord Moira fait connaître aux ministres dans ses dépêches, que Sindiah est à Gwalior avec son armée, que le radjah du Bérar y est aussi avec la sienne ; que l'armée de Madras est à Elichpour dans le Decan, et que les troupes auxiliaires du Nizam et du Pei-shwa se trouvent à Jaulna. Il annonce en même temps que l'armée de Bombay est près d'agir, et que la famille captive du roi de Candi, venant de Colombo, a été débarquée à Madras et envoyée à Vellor.
La guerre contre les Mahrattes, peu d'accord entre eux, et dont les forces, pourtant considérables, sont paralysées par les secrètes jalousies de leurs princes, a le même résultat que celle du Népal, c'est-à-dire qu'elle voit la défaite des autochtones. 
Lord Moira épouse, pendant son séjour en Écosse, Flora Campbell, fille unique du comte de Loudounr. Ses services sont récompensés dès 1816 par les titres de vicomte de Loudoun, comte de Rawdon, et marquis d'Hastings. Ayant demandé sa retraite, vu l'affaiblissement de sa santé en ce climat si chaud, il est remplacé par lord Amberst, et revient à Londres en 1822, d'où, en 1824, il est envoyé comme gouverneur général à Malte. Il n'y fait parler de lui que comme déployant toujours un faste de prince et souvent aux prises avec des embarras pécuniaires. Une chute de cheval, en 1829, lui cause une hernie dont il souffre beaucoup, et le 28 novembre, il expire sur un vaisseau britannique dans la baie de Naples. Il est enterré à La Valette, dans les Jardins Hastings, qui portent son nom et où l'on trouve aussi un monument à sa mémoire.
On a de lui en anglais :
1. Discours sur l'état terrible et alarmant de l'Irlande, 1797, in-8° ;
2. Lettres au colonel Mac-Mahon sur le changement du ministère, 1798, in-8°.

## Source
« Francis Rawdon-Hastings », dans Louis-Gabriel Michaud, Biographie universelle ancienne et moderne : histoire par ordre alphabétique de la vie publique et privée de tous les hommes avec la collaboration de plus de 300 savants et littérateurs français ou étrangers, 2e édition, 1843-1865 [détail de l’édition]